# Absidia
Absidia — рід грибів родини Cunninghamellaceae. Назва вперше опублікована 1878 року.

## Будова
Для цих грибів характерна наявність апофізи, через що стилоспорангії (спорангій с колонкою) мають ніби зворотньогрушеподібну форму. 
Крім того, у них зазвичай добре виражені столони і стилоспорангієносії відходять частіше по кілька від верхівки дуги столону.

## Види
База даних Species Fungorum станом на 18.10.2019 налічує 26 видів роду Absidia:
- Absidia anomala Hesselt. & J.J.Ellis, 1964
- Absidia caatinguensis D.X.Lima & A.L.Santiago, 2015
- Absidia caerulea Bainier, 1889
- Absidia californica J.J.Ellis & Hesselt., 1965
- Absidia clavata B.S.Mehrotra & Nand, 1967
- Absidia cuneospora G.F.Orr & Plunkett, 1959
- Absidia cylindrospora Hagem, 1908
- Absidia dubia Bainier, 1882
- Absidia egyptiaca R.Sartory, J.Mey. & Tawfic, 1939
- Absidia fassatiae Váňová, 1971
- Absidia glauca Hagem, 1908
- Absidia heterospora Y.Ling, 1930
- Absidia idahoensis Hesselt., M.K.Mahoney & S.W.Peterson, 1990
- Absidia inflata J.H.Mirza, S.M.Khan, S.Begum & Shagufta, 1979
- Absidia jindoensis Hyang B.Lee & T.T.T.Nguyen, 2018
- Absidia koreana Hyang B.Lee, Hye W.Lee & T.T.Nguyen, 2015
- Absidia macrospora Váňová, 1968
- Absidia narayanae Subrahm., 1990
- Absidia panacisoli T.Yuan Zhang, Ying Yu, He Zhu, S.Z.Yang, T.M.Yang, Meng Y.Zhang & Yi X.Zhang, 2018
- Absidia pseudocylindrospora Hesselt. & J.J.Ellis, 1962
- Absidia psychrophilia Hesselt. & J.J.Ellis, 1964
- Absidia reflexa Tiegh., 1878
- Absidia repens Tiegh., 1878
- Absidia spinosa Lendn., 1907
- Absidia stercoraria Hyang B.Lee, H.S.Lee & T.T.T.Nguyen, 2016
- Absidia terrestris Rosas de Paz, Dania García, Guarro, Cano & Stchigel, 2018